# Święty Jakub Starszy jako pielgrzym (obraz El Greca z 1599)
Święty Jakub Starszy jako pielgrzym – obraz hiszpańskiego malarza pochodzenia greckiego Dominikosa Theotokopulosa, znanego jako El Greco.
Obraz prawdopodobnie powstał w tym samym okresie lub nieco wcześniej co inne dzieło pt. Koronacja Matki Boskiej, powstałe dla kaplicy w Toledo, poświęconej św. Józefowi, powstałe w 1599 roku. Postać apostoła jest bardzo podobna do jednego z apostołów zgromadzonych pod postaciami Matki Bożej i Trójcy Świętej.
W 1603 roku El Greco ponownie namalował postać Jakuba. Obraz znany jest pod tym samym tytułem i znajduje się w kolekcjach Museum Santa Cruz.

## Proweniencja
Przez wiele lat obraz znajdował się w kolekcji Maria del Carmen Mendieta; od 1922 roku w Hispanic Society of America